# Apsilochorema buergersi
Apsilochorema buergersi là một loài Trichoptera trong họ Hydrobiosidae. Chúng phân bố ở miền Australasia.